# Zequin
Zequin, de son vrai nom Lysian Mutombo Kajima, est un rappeur français né à Colombes.

## Biographie

### Jeunesse
Zequin, de son vrai nom Lysian Mutombo Kajima , est originaire de Colombes.

### Carrière
Membre du collectif 4our7evv, une association de deux collectifs de Colombes (7FS) et d'Argenteuil (400FL),, Zequin sort l'EP B1KS!T en 2021.
En 2022, il sort la mixtape Binkshit puis la version deluxe en Ep, B1KS!T Deluxe.
En 2023, il apparaît en featuring sur le titre Rip Dolph issu de l'album 24 de La Fève.
Le 11 avril 2024 sort le titre Bora Bora interprété pour Colors,. La mixtape NTABASHII sort le 28 juin 2024.

### Vie privée
Il est de la même famille que le rappeur Werenoi,.

## Discographie

### Singles
- 2023 : Solo
- 2023 : Promis
- 2023 : Revolut (feat. Broka & Zo)
- 2024 : Bora Bora - A Colors Show
- 2024 : Flex
- 2024 : Bando
- 2024 : Freestyle CKO
- 2024 : H31 (feat. Leto)
- 2025 : Montegoburr
- 2025 : Gucci Mane en 2013

### Apparitions
- 2023 : Rip Dolph de La Fève feat. Zequin
- 2023 : Lemonade de Dafliky feat. Zequin
- 2024 : Nuances de Greygoose de Lasdepik & Sage feat. Zequin
- 2024 : Noir de Bsk Munduki feat. Zequin
- 2024 : Piège bleu de TiBab feat. Zequin
- 2025 : Souffrance de Ghost Killer Track feat. Zequin
- 2025 : Chaque jour de Tarik Azzouz feat. Zequin
- 2025 : Scanner de Infinit' feat. Zequin
- 2025 : ADN de Dosseh feat. Zequin